# Aneuropria foersteri
Aneuropria foersteri är en stekelart som först beskrevs av Jean-Jacques Kieffer 1910.  Aneuropria foersteri ingår i släktet Aneuropria, och familjen hyllhornsteklar. Arten är reproducerande i Sverige.